# Андреа Олая
Андреа Кароліна Олая Гутьєррес (ісп. Andrea Carolina Olaya Gutierrez; нар. 9 грудня 1994, Нейва, департамент Уїла) — колумбійська борчиня вільного стилю, триразова срібна та п'ятиразова бронзова призерка Панамериканських чемпіонатів, бронзова призерка Панамериканських ігор, триразова чемпіонка Південної Америки, чемпіонка та срібна призерка Південноамериканських ігор, срібна призерка Боліваріанських ігор, чемпіонка та бронзова призерка Центральноамериканських і Карибських ігор, чемпіонка Центральноамериканського і Карибського чемпіонату, учасниця Олімпійських ігор.

## Біографія
Боротьбою почала займатися з 2009 року. У 2012 році стала віце-чемпіонкою Панамериканського чемпіонату серед юніорів. Наступні два роки в цій же віковій групі здобувала титул чемпіонки Панамериканських чемпіонатів.
Виступає за борцівський клуб «Ultra Huilca», Нейва, департамент Уїла.

## Спортивні результати на міжнародних змаганнях

### Виступи на Олімпіадах
| Змагання                    | Збірна   | Вагова категорія          | Місце |
| --------------------------- | -------- | ------------------------- | ----- |
| Літні Олімпійські ігри 2016 | Колумбія | жіноча боротьба, до 75 кг | 15    |

### Виступи на Чемпіонатах світу
| Змагання                        | Збірна   | Вагова категорія          | Місце |
| ------------------------------- | -------- | ------------------------- | ----- |
| Чемпіонат світу з боротьби 2013 | Колумбія | жіноча боротьба, до 72 кг | 18    |
| Чемпіонат світу з боротьби 2014 | Колумбія | жіноча боротьба, до 75 кг | 5     |
| Чемпіонат світу з боротьби 2015 | Колумбія | жіноча боротьба, до 75 кг | 5     |
| Чемпіонат світу з боротьби 2017 | Колумбія | жіноча боротьба, до 75 кг | 7     |
| Чемпіонат світу з боротьби 2019 | Колумбія | жіноча боротьба, до 76 кг | 11    |

### Виступи на Панамериканських чемпіонатах
| Змагання                                   | Збірна   | Вагова категорія          | Місце  |
| ------------------------------------------ | -------- | ------------------------- | ------ |
| Панамериканський чемпіонат з боротьби 2011 | Колумбія | жіноча боротьба, до 67 кг | Бронза |
| Панамериканський чемпіонат з боротьби 2013 | Колумбія | жіноча боротьба, до 72 кг | Бронза |
| Панамериканський чемпіонат з боротьби 2014 | Колумбія | жіноча боротьба, до 75 кг | Срібло |
| Панамериканський чемпіонат з боротьби 2015 | Колумбія | жіноча боротьба, до 75 кг | Бронза |
| Панамериканський чемпіонат з боротьби 2016 | Колумбія | жіноча боротьба, до 75 кг | Срібло |
| Панамериканський чемпіонат з боротьби 2017 | Колумбія | жіноча боротьба, до 75 кг | Бронза |
| Панамериканський чемпіонат з боротьби 2018 | Колумбія | жіноча боротьба, до 76 кг | Срібло |
| Панамериканський чемпіонат з боротьби 2019 | Колумбія | жіноча боротьба, до 76 кг | 10     |
| Панамериканський чемпіонат з боротьби 2020 | Колумбія | жіноча боротьба, до 76 кг | Бронза |

### Виступи на Панамериканських іграх
| Змагання                  | Збірна   | Вагова категорія          | Місце  |
| ------------------------- | -------- | ------------------------- | ------ |
| Панамериканські ігри 2015 | Колумбія | жіноча боротьба, до 75 кг | 8      |
| Панамериканські ігри 2019 | Колумбія | жіноча боротьба, до 76 кг | Бронза |

### Виступи на Чемпіонатах Південної Америки
| Змагання                                    | Збірна   | Вагова категорія          | Місце  |
| ------------------------------------------- | -------- | ------------------------- | ------ |
| Чемпіонат Південної Америки з боротьби 2013 | Колумбія | жіноча боротьба, до 72 кг | Золото |
| Чемпіонат Південної Америки з боротьби 2014 | Колумбія | жіноча боротьба, до 75 кг | Золото |
| Чемпіонат Південної Америки з боротьби 2016 | Колумбія | жіноча боротьба, до 75 кг | Золото |

### Виступи на Південноамериканських іграх
| Змагання                       | Збірна   | Вагова категорія          | Місце  |
| ------------------------------ | -------- | ------------------------- | ------ |
| Південноамериканські ігри 2014 | Колумбія | жіноча боротьба, до 75 кг | Срібло |
| Південноамериканські ігри 2018 | Колумбія | жіноча боротьба, до 76 кг | Золото |

### Виступи на Боліваріанських іграх
| Змагання                 | Збірна   | Вагова категорія          | Місце  |
| ------------------------ | -------- | ------------------------- | ------ |
| Боліваріанські ігри 2013 | Колумбія | жіноча боротьба, до 72 кг | Срібло |

### Виступи на Центральноамериканських і Карибських іграх
| Змагання                                                | Збірна   | Вагова категорія          | Місце  |
| ------------------------------------------------------- | -------- | ------------------------- | ------ |
| Центральноамериканські і Карибські ігри 2014 (Сан-Хуан) | Колумбія | жіноча боротьба, до 75 кг | Бронза |
| Центральноамериканські і Карибські ігри 2014 (Веракрус) | Колумбія | жіноча боротьба, до 75 кг | 5      |
| Центральноамериканські і Карибські ігри 2018            | Колумбія | жіноча боротьба, до 76 кг | Золото |

### Виступи на Центральноамериканських і Карибських чемпіонатах
| Змагання                                                       | Збірна   | Вагова категорія          | Місце  |
| -------------------------------------------------------------- | -------- | ------------------------- | ------ |
| Центральноамериканський і Карибський чемпіонат з боротьби 2018 | Колумбія | жіноча боротьба, до 76 кг | Золото |

### Виступи на інших змаганнях
| Змагання                                                     | Збірна   | Вагова категорія          | Місце  |
| ------------------------------------------------------------ | -------- | ------------------------- | ------ |
| Кубок Гранми з боротьби 2014                                 | Колумбія | жіноча боротьба, до 75 кг | Срібло |
| Міжнародний меморіал Білла Фаррелла 2014                     | Колумбія | жіноча боротьба, до 75 кг | Бронза |
| Золотий Гран-прі з боротьби 2015                             | Колумбія | жіноча боротьба, до 75 кг | 9      |
| Гран-прі Парижа з боротьби 2016                              | Колумбія | жіноча боротьба, до 75 кг | Бронза |
| Відкритий чемпіонат Польщі з боротьби 2016                   | Колумбія | жіноча боротьба, до 75 кг | Срібло |
| Гран-прі Іспанії з боротьби 2016                             | Колумбія | жіноча боротьба, до 75 кг | 8      |
| Золотий Гран-прі з боротьби 2016                             | Колумбія | жіноча боротьба, до 75 кг | 5      |
| Pro Wrestling League 2019                                    | Колумбія | команда                   | 4      |
| Гран-прі Іспанії з боротьби 2019                             | Колумбія | жіноча боротьба, до 76 кг | 5      |
| Олімпійський кваліфікаційний турнір з боротьби 2020 (Оттава) | Колумбія | жіноча боротьба, до 76 кг | 4      |

### Виступи на змаганнях молодших вікових груп
| Змагання                                                    | Збірна   | Вагова категорія          | Місце  |
| ----------------------------------------------------------- | -------- | ------------------------- | ------ |
| Центральноамериканські і Карибські ігри серед школярів 2011 | Колумбія | жіноча боротьба, до 70 кг | Срібло |
| Панамериканський чемпіонат з боротьби серед юніорів 2012    | Колумбія | жіноча боротьба, до 72 кг | Срібло |
| Панамериканський чемпіонат з боротьби серед юніорів 2013    | Колумбія | жіноча боротьба, до 72 кг | Золото |
| Панамериканський чемпіонат з боротьби серед юніорів 2014    | Колумбія | жіноча боротьба, до 72 кг | Золото |